# Torneo masculino de voleibol en los Juegos Olímpicos de Tokio 2020
El torneo masculino de voleibol en los Juegos Olímpicos de Tokio 2020 se realizó en la Arena de Ariake de Tokio en 2021.

## Clasificación
| Competición                            | Fecha                    | Sede                       | Plazas | Equipos clasificados |
| -------------------------------------- | ------------------------ | -------------------------- | ------ | -------------------- |
| País anfitrión                         | –                        | –                          | 1      | Japón                |
| Torneo Intercontinental – Grupo A      | 9 – 11 de agosto de 2019 | Varna ( Bulgaria)          | 1      | Brasil               |
| Torneo Intercontinental – Grupo B      | 9 – 11 de agosto de 2019 | Róterdam · ( Países Bajos) | 1      | Estados Unidos       |
| Torneo Intercontinental – Grupo C      | 9 – 11 de agosto de 2019 | Bari · ( Italia)           | 1      | Italia               |
| Torneo Intercontinental – Grupo D      | 9 – 11 de agosto de 2019 | Gdańsk-Sopot · ( Polonia)  | 1      | Polonia              |
| Torneo Intercontinental – Grupo E      | 9 – 11 de agosto de 2019 | San Petersburgo · ( Rusia) | 1      | ROC                  |
| Torneo Intercontinental – Grupo F      | 9 – 11 de agosto de 2019 | Ningbo ( China)            | 1      | Argentina            |
| Torneo europeo de clasificación        | 5 – 10 de enero de 2020  | Berlín · ( Alemania)       | 1      | Francia              |
| Torneo africano de clasificación       | 7 – 10 de enero de 2020  | El Cairo · ( Egipto)       | 1      | Túnez                |
| Torneo asiático de clasificación       | 7 – 12 de enero de 2020  | Jiangmen ( China)          | 1      | Irán                 |
| Torneo sudamericano de clasificación   | 10 – 12 de enero de 2020 | Mostazal · ( Chile)        | 1      | Venezuela            |
| Torneo norteamericano de clasificación | 10 – 12 de enero de 2020 | Vancouver · ( Canadá)      | 1      | Canadá               |
| TOTAL                                  |                          |                            | 12     | 12                   |

1. ↑  Selecciones participantes:  Brasil,  Egipto,  Bulgaria y  Puerto Rico.
2. ↑  Selecciones participantes:  Estados Unidos,  Bélgica,  Países Bajos y  Corea del Sur.
3. ↑  Selecciones participantes:  Italia,  Serbia,  Australia y  Camerún.
4. ↑  Selecciones participantes:  Polonia,  Francia,  Eslovenia y  Túnez.
5. ↑  Selecciones participantes:  Rusia,  Irán,  Cuba y  México.
6. ↑  Selecciones participantes:  Canadá,  Argentina,  Finlandia y  China.
7. ↑  Selecciones participantes:  Serbia,  Francia,  Bélgica,  Eslovenia,  Bulgaria,  Países Bajos,  Alemania y  República Checa.
8. ↑  Selecciones participantes:  Argelia,  Camerún,  Egipto y  Túnez.
9. ↑  Selecciones participantes:  Irán,  Australia,  Corea del Sur,  China Taipéi,  China,  India,  Qatar y  Kazajistán.
10. ↑  Selecciones participantes:  Chile,  Venezuela,  Perú y  Colombia.
11. ↑  Selecciones participantes:  Cuba,  Canadá,  México y  Puerto Rico.

## Fase de grupos

### Procedimiento de clasificación de grupos
- Fuente: FIVB – SPORTS REGULATIONS – Volleyball (pp. 20–21)

1. Número de partidos ganados
2. Puntos de partido
3. Cociente de sets
4. Cociente de puntos
5. Resultado del partido entre los equipos empatados

Partido ganado 3–0 o 3–1: 3 puntos de partido para el ganador, 0 para el perdedor

Partido ganado  3–2: 2 puntos de partido para el ganador, 1 para el perdedor

### Grupos
| Grupo A   | Grupo B        |
| --------- | -------------- |
| Polonia   | Brasil         |
| Italia    | Rusia          |
| Venezuela | Argentina      |
| Canadá    | Túnez          |
| Japón     | Estados Unidos |
| Irán      | Francia        |

### Grupo A

#### Tabla
- Los horarios corresponden al huso horario local UTC +09:00

| Pos | Países    | PJ | PG | PP | PTS | SF | SC | Coc.  | PF  | PC  | Coc.  |
| --- | --------- | -- | -- | -- | --- | -- | -- | ----- | --- | --- | ----- |
| 1   | Polonia   | 5  | 4  | 1  | 13  | 14 | 4  | 3.500 | 435 | 365 | 1.192 |
| 2   | Italia    | 5  | 4  | 1  | 11  | 12 | 7  | 1.714 | 447 | 411 | 1.087 |
| 3   | Japón     | 5  | 3  | 2  | 8   | 10 | 9  | 1.111 | 437 | 433 | 1.009 |
| 4   | Canadá    | 5  | 2  | 3  | 7   | 9  | 9  | 1.000 | 396 | 387 | 1.023 |
| 5   | Irán      | 5  | 2  | 3  | 6   | 9  | 11 | 0.818 | 453 | 460 | 0.984 |
| 6   | Venezuela | 5  | 0  | 5  | 0   | 1  | 15 | 0.066 | 281 | 393 | 0.715 |

|  | Clasificados para los cuartos de final |

#### Resultados
| # | Sede            | Fecha y Hora     | Partido | Partido   | Partido   | Sets  | Sets  | Sets  | Sets  | Sets  | Puntuación total | Tiempo | Reporte                                                 |
| # | Sede            | Fecha y Hora     |         | Resultado |           | 1     | 2     | 3     | 4     | 5     | Puntuación total | Tiempo | Reporte                                                 |
| - | --------------- | ---------------- | ------- | --------- | --------- | ----- | ----- | ----- | ----- | ----- | ---------------- | ------ | ------------------------------------------------------- |
| 1 | Arena de Ariake | 24 julio, 09:00  | Italia  | 3–2       | Canadá    | 26-28 | 18-25 | 25-21 | 25-18 | 15-10 | 109–102          | 137m   | P2 Archivado el 25 de julio de 2021 en Wayback Machine. |
| 1 | Arena de Ariake | 24 julio, 16:25  | Japón   | 3–0       | Venezuela | 25-21 | 25-20 | 25-15 | -     | -     | 75–56            | 83m    | P2 Archivado el 25 de julio de 2021 en Wayback Machine. |
| 1 | Arena de Ariake | 24 julio, 19:40  | Polonia | 2–3       | Irán      | 25-18 | 22-25 | 22-25 | 25-22 | 21-23 | 115–113          | 154m   | P2 Archivado el 26 de julio de 2021 en Wayback Machine. |
| 2 | Arena de Ariake | 26 julio, 09:00  | Irán    | 3–0       | Venezuela | 25-17 | 25-20 | 25-18 | -     | -     | 75-55            | 83m    | P2 Archivado el 28 de julio de 2021 en Wayback Machine. |
| 2 | Arena de Ariake | 26 julio, 14:20  | Polonia | 3–0       | Italia    | 25-20 | 26-24 | 25-20 | -     | -     | 76-64            | 91m    | P2 Archivado el 28 de julio de 2021 en Wayback Machine. |
| 2 | Arena de Ariake | 26 julio, 19:40  | Japón   | 3–1       | Canadá    | 23-25 | 25-23 | 25-23 | 25-20 | -     | 98-91            | 128m   | P2 Archivado el 28 de julio de 2021 en Wayback Machine. |
| 3 | Arena de Ariake | 28 julio, 09:00  | Canadá  | 3–0       | Irán      | 25-16 | 25-20 | 25-22 | -     | -     | 75–58            | 81m    | P2 Archivado el 28 de julio de 2021 en Wayback Machine. |
| 3 | Arena de Ariake | 28 julio, 16:25  | Polonia | 3–1       | Venezuela | 25-16 | 25-13 | 18-25 | 25-15 | -     | 93–69            | 100m   | P2 Archivado el 28 de julio de 2021 en Wayback Machine. |
| 3 | Arena de Ariake | 28 julio, 19:40  | Japón   | 1–3       | Italia    | 20-25 | 17-25 | 25-23 | 21-25 | -     | 83–98            | 121m   | P2 Archivado el 28 de julio de 2021 en Wayback Machine. |
| 4 | Arena de Ariake | 30 julio, 09:00  | Canadá  | 3–0       | Venezuela | 25-13 | 25-22 | 25-12 | -     | -     | 75–47            | 74m    | P2 Archivado el 1 de agosto de 2021 en Wayback Machine. |
| 4 | Arena de Ariake | 30 julio, 14:20  | Japón   | 0–3       | Polonia   | 22-25 | 21-25 | 24-26 | -     | -     | 67–76            | 94m    | P2 Archivado el 1 de agosto de 2021 en Wayback Machine. |
| 4 | Arena de Ariake | 30 julio, 19:40  | Italia  | 3–1       | Irán      | 30-28 | 25-21 | 21-25 | 25-21 | -     | 101–95           | 133m   | P2 Archivado el 1 de agosto de 2021 en Wayback Machine. |
| 5 | Arena de Ariake | 01 agosto, 09:00 | Polonia | 3–0       | Canadá    | 25-15 | 25-21 | 25-16 | -     | -     | 75–52            | 75m    | P2 Archivado el 1 de agosto de 2021 en Wayback Machine. |
| 5 | Arena de Ariake | 01 agosto, 16:25 | Italia  | 3–0       | Venezuela | 25-22 | 25-15 | 25-17 | -     | -     | 75–54            | 80m    | P2 Archivado el 2 de agosto de 2021 en Wayback Machine. |
| 5 | Arena de Ariake | 01 agosto, 19:40 | Japón   | 3–2       | Irán      | 25-21 | 20-25 | 29-31 | 25-22 | 15-13 | 114–112          | 157m   | P2 Archivado el 1 de agosto de 2021 en Wayback Machine. |

### Grupo B

#### Tabla
- Los horarios corresponden al huso horario local UTC +09:00

| Pos | Países         | PJ | PG | PP | PTS | SF | SC | Coc.  | PF  | PC  | Coc.  |
| --- | -------------- | -- | -- | -- | --- | -- | -- | ----- | --- | --- | ----- |
| 1   | ROC            | 5  | 4  | 1  | 12  | 12 | 4  | 3.000 | 344 | 302 | 1.139 |
| 2   | Brasil         | 5  | 4  | 1  | 10  | 12 | 8  | 1.500 | 371 | 354 | 1.048 |
| 3   | Argentina      | 5  | 3  | 2  | 8   | 11 | 10 | 1.100 | 344 | 299 | 1.150 |
| 4   | Francia        | 5  | 2  | 3  | 8   | 10 | 10 | 1.000 | 354 | 358 | 0.988 |
| 5   | Estados Unidos | 5  | 2  | 3  | 6   | 8  | 10 | 0.800 | 357 | 377 | 0.946 |
| 6   | Túnez          | 5  | 0  | 5  | 1   | 3  | 15 | 0.200 | 244 | 323 | 0.755 |

|  | Clasificados para los cuartos de final |

#### Resultados
| # | Sede            | Fecha y Hora     | Partido        | Partido   | Partido        | Sets  | Sets  | Sets   | Sets  | Sets  | Puntuación total | Tiempo | Reporte                                                 |
| # | Sede            | Fecha y Hora     |                | Resultado |                | 1     | 2     | 3      | 4     | 5     | Puntuación total | Tiempo | Reporte                                                 |
| - | --------------- | ---------------- | -------------- | --------- | -------------- | ----- | ----- | ------ | ----- | ----- | ---------------- | ------ | ------------------------------------------------------- |
| 1 | Arena de Ariake | 24 julio, 11:05  | Brasil         | 3–0       | Túnez          | 25-22 | 25-20 | 25-15  | -     | -     | 75–57            | 81m    | P2 Archivado el 25 de julio de 2021 en Wayback Machine. |
| 1 | Arena de Ariake | 24 julio, 14:20  | ROC            | 3–1       | Argentina      | 21-25 | 25-23 | 25-17  | 25-21 | -     | 96–86            | 120m   | P2 Archivado el 25 de julio de 2021 en Wayback Machine. |
| 1 | Arena de Ariake | 24 julio, 21:45  | Estados Unidos | 3–0       | Francia        | 25-18 | 25-18 | 25-22  | -     | -     | 75–58            | 85m    | P2 Archivado el 24 de julio de 2021 en Wayback Machine. |
| 2 | Arena de Ariake | 26 julo, 11:05   | Estados Unidos | 1–3       | ROC            | 23-25 | 25-27 | 25-21  | 23-25 | -     | 96–98            | 135m   | P2 Archivado el 28 de julio de 2021 en Wayback Machine. |
| 2 | Arena de Ariake | 26 julio, 16:25  | Francia        | 3–0       | Túnez          | 25-21 | 25-11 | 25-21  | -     | -     | 75–53            | 82m    | P2 Archivado el 28 de julio de 2021 en Wayback Machine. |
| 2 | Arena de Ariake | 26 julio, 21:45  | Brasil         | 3–2       | Argentina      | 19-25 | 21-25 | 25-16  | 25-21 | 16-14 | 106–101          | 141m   | P2 Archivado el 28 de julio de 2021 en Wayback Machine. |
| 3 | Arena de Ariake | 28 julio, 11:05  | Estados Unidos | 3–1       | Túnez          | 25-14 | 23-25 | 25-14  | 25-23 | -     | 98–76            | 112m   | P2 Archivado el 28 de julio de 2021 en Wayback Machine. |
| 3 | Arena de Ariake | 28 julio, 14:20  | Argentina      | 3–2       | Francia        | 23-25 | 25-17 | 25-20  | 15-25 | 15-13 | 103–100          | 129m   | P2 Archivado el 28 de julio de 2021 en Wayback Machine. |
| 3 | Arena de Ariake | 28 julio, 21:45  | Brasil         | 0–3       | ROC            | 22-25 | 20-25 | 20-25  | -     | -     | 62–75            | 87m    | P2 Archivado el 28 de julio de 2021 en Wayback Machine. |
| 4 | Arena de Ariake | 30 julio, 11:05  | Brasil         | 3–1       | Estados Unidos | 30-32 | 25-23 | 25-21  | 25-20 | -     | 105–96           | 140m   | P2 Archivado el 31 de julio de 2021 en Wayback Machine. |
| 4 | Arena de Ariake | 30 julio, 16:25  | Argentina      | 3–2       | Túnez          | 23-25 | 23-25 | 25-19  | 25-18 | 15-8  | 111–95           | 129m   | P2 Archivado el 31 de julio de 2021 en Wayback Machine. |
| 4 | Arena de Ariake | 30 julio, 21:45  | ROC            | 1–3       | Francia        | 21-25 | 25-20 | 17-25  | 20-25 | -     | 83–95            | 109m   | P2 Archivado el 31 de julio de 2021 en Wayback Machine. |
| 5 | Arena de Ariake | 01 agosto, 11:05 | Brasil         | 3–2       | Francia        | 25-22 | 37-39 | 25-17  | 21-25 | 20-18 | 128–121          | 158m   | P2 Archivado el 1 de agosto de 2021 en Wayback Machine. |
| 5 | Arena de Ariake | 01 agosto, 14:20 | ROC            | 3–0       | Túnez          | 25-20 | 25-22 | 25-16  | -     | -     | 75–58            | 81m    | P2 Archivado el 1 de agosto de 2021 en Wayback Machine. |
| 5 | Arena de Ariake | 01 agosto, 21:45 | Estados Unidos | 0–3       | Argentina      | 21-25 | 23-25 | 23- 25 | -     | -     | 67–75            | 98m    | P2 Archivado el 1 de agosto de 2021 en Wayback Machine. |

## Fase final

### Medallero
| Evento | Oro                      | Plata                   | Bronce                                    |
| ------ | ------------------------ | ----------------------- | ----------------------------------------- |
|        | Campeón Olímpico Francia | Subcampeón Olímpico ROC | Ganador de la Medalla de Bronce Argentina |

 Japón 🇯🇵

### Cuadro de eliminatorias
|  | Cuartos de final         | Cuartos de final         |           |         | Semifinales              | Semifinales              |           |              | Final                    | Final                    |  |
|  | 3 agosto Arena de Ariake | 3 agosto Arena de Ariake |           |         | 5 agosto Arena de Ariake | 5 agosto Arena de Ariake |           |              | 7 agosto Arena de Ariake | 7 agosto Arena de Ariake |  |
|  |                          |                          |           |         |                          |                          |           |              |                          |                          |  |
|  |                          |                          |           |         |                          |                          |           |              |                          |                          |  |
|  | Polonia                  | 2                        |           |         |                          |                          |           |              |                          |                          |  |
|  | Polonia                  | 2                        |           |         |                          |                          |           |              |                          |                          |  |
|  | Francia                  | 3                        |           |         |                          |                          |           |              |                          |                          |  |
|  | Francia                  | 3                        |           | Francia | 3                        |                          |           |              |                          |                          |  |
|  |                          |                          |           | Francia | 3                        |                          |           |              |                          |                          |  |
|  |                          |                          | Argentina | 0       |                          |                          |           |              |                          |                          |  |
|  | Italia                   | 2                        | Argentina | 0       |                          |                          |           |              |                          |                          |  |
|  | Italia                   | 2                        |           |         |                          |                          |           |              |                          |                          |  |
|  | Argentina                | 3                        |           |         |                          |                          |           |              |                          |                          |  |
|  | Argentina                | 3                        |           |         |                          |                          |           | Francia      | 3                        |                          |  |
|  |                          |                          |           |         |                          |                          |           | Francia      | 3                        |                          |  |
|  |                          |                          | ROC       | 2       |                          |                          |           |              |                          |                          |  |
|  | Japón                    | 0                        | ROC       | 2       |                          |                          |           |              |                          |                          |  |
|  | Japón                    | 0                        |           |         |                          |                          |           |              |                          |                          |  |
|  | Brasil                   | 3                        |           |         |                          |                          |           |              |                          |                          |  |
|  | Brasil                   | 3                        |           | Brasil  | 1                        |                          |           | Tercer lugar | Tercer lugar             |                          |  |
|  |                          |                          |           | Brasil  | 1                        |                          |           | Tercer lugar | Tercer lugar             |                          |  |
|  |                          |                          | ROC       | 3       |                          |                          |           |              |                          |                          |  |
|  | ROC                      | 3                        | ROC       | 3       |                          |                          | Argentina | 3            |                          |                          |  |
|  | ROC                      | 3                        |           |         |                          |                          | Argentina | 3            |                          |                          |  |
|  | Canadá                   | 0                        |           |         |                          |                          |           |              | Brasil                   | 2                        |  |
|  | Canadá                   | 0                        |           |         |                          |                          |           |              | Brasil                   | 2                        |  |
|  |                          |                          |           |         |                          |                          |           |              |                          |                          |  |

### Resultados

#### Cuartos de final
| Sede            | Fecha y Hora    | Partido | Partido   | Partido   | Sets  | Sets  | Sets  | Sets  | Sets  | Puntuación total | Tiempo | Reporte                                                 |
| Sede            | Fecha y Hora    |         | Resultado |           | 1     | 2     | 3     | 4     | 5     | Puntuación total | Tiempo | Reporte                                                 |
| --------------- | --------------- | ------- | --------- | --------- | ----- | ----- | ----- | ----- | ----- | ---------------- | ------ | ------------------------------------------------------- |
| Arena de Ariake | 3 agosto, 9:00  | ROC     | 3–0       | Canadá    | 25-21 | 30-28 | 25-22 | -     | -     | 80–71            | 99m    | P2 Archivado el 3 de agosto de 2021 en Wayback Machine. |
| Arena de Ariake | 3 agosto, 13:00 | Japón   | 0–3       | Brasil    | 20-25 | 22-25 | 20-25 | -     | -     | 62–75            | 90m    | P2 Archivado el 3 de agosto de 2021 en Wayback Machine. |
| Arena de Ariake | 3 agosto, 17:00 | Italia  | 2–3       | Argentina | 25-21 | 23-25 | 22-25 | 25-14 | 12-15 | 107–100          | 141m   | P2 Archivado el 3 de agosto de 2021 en Wayback Machine. |
| Arena de Ariake | 3 agosto, 21:30 | Polonia | 2–3       | Francia   | 25-21 | 22-25 | 25-21 | 21-25 | 9-15  | 102–107          | 133m   | P2 Archivado el 3 de agosto de 2021 en Wayback Machine. |

#### Semifinales
| Sede            | Fecha y Hora    | Partido   | Partido   | Partido | Sets  | Sets  | Sets  | Sets  | Sets | Puntuación total | Tiempo | Reporte                                                 |
| Sede            | Fecha y Hora    |           | Resultado |         | 1     | 2     | 3     | 4     | 5    | Puntuación total | Tiempo | Reporte                                                 |
| --------------- | --------------- | --------- | --------- | ------- | ----- | ----- | ----- | ----- | ---- | ---------------- | ------ | ------------------------------------------------------- |
| Arena de Ariake | 5 agosto, 13:00 | Brasil    | 1–3       | ROC     | 25-18 | 21-25 | 24-26 | 23-25 | -    | 93–94            | 128m   | P2 Archivado el 5 de agosto de 2021 en Wayback Machine. |
| Arena de Ariake | 5 agosto, 21:00 | Argentina | 0–3       | Francia | 22-25 | 19-25 | 22-25 | -     | -    | 63–75            | 87m    | P2 Archivado el 5 de agosto de 2021 en Wayback Machine. |

#### Medalla de Bronce
| Sede            | Fecha y Hora    | Partido   | Partido   | Partido | Sets  | Sets  | Sets  | Sets  | Sets  | Puntuación total | Tiempo | Reporte                                                 |
| Sede            | Fecha y Hora    |           | Resultado |         | 1     | 2     | 3     | 4     | 5     | Puntuación total | Tiempo | Reporte                                                 |
| --------------- | --------------- | --------- | --------- | ------- | ----- | ----- | ----- | ----- | ----- | ---------------- | ------ | ------------------------------------------------------- |
| Arena de Ariake | 7 agosto, 13:30 | Argentina | 3–2       | Brasil  | 25-23 | 20-25 | 20-25 | 25-17 | 15-13 | 105-103          | 137m   | P2 Archivado el 5 de agosto de 2021 en Wayback Machine. |

#### Medalla de Oro
| Sede            | Fecha y Hora    | Partido | Partido   | Partido | Sets  | Sets  | Sets  | Sets  | Sets  | Puntuación total | Tiempo | Reporte                                                 |
| Sede            | Fecha y Hora    |         | Resultado |         | 1     | 2     | 3     | 4     | 5     | Puntuación total | Tiempo | Reporte                                                 |
| --------------- | --------------- | ------- | --------- | ------- | ----- | ----- | ----- | ----- | ----- | ---------------- | ------ | ------------------------------------------------------- |
| Arena de Ariake | 7 agosto, 21:15 | Francia | 3–2       | ROC     | 25-23 | 25-17 | 21-25 | 21-25 | 15-12 | 107–102          | 135m   | P2 Archivado el 5 de agosto de 2021 en Wayback Machine. |

## Posiciones generales
| Pos                                 | Equipo         |
| ----------------------------------- | -------------- |
| Medalla de oro, Juegos Olímpicos    | Francia        |
| Medalla de plata, Juegos Olímpicos  | ROC            |
| Medalla de bronce, Juegos Olímpicos | Argentina      |
| 4                                   | Brasil         |
| 5                                   | Canadá         |
| 5                                   | Italia         |
| 5                                   | Japón (H)      |
| 5                                   | Polonia        |
| 9                                   | Estados Unidos |
| 9                                   | Irán           |
| 11                                  | Túnez          |
| 11                                  | Venezuela      |

## Jugadores de equipos medallistas
| Medalla | Equipo |
| ------- | --- |
| Oro     | Francia (FRA) Barthélémy Chinenyeze, Jenia Grebennikov, Jean Patry, Benjamin Toniutti, Kevin Tillie, Earvin Ngapeth, Antoine Brizard, Stephen Boyer, Nicolas Le Goff, Daryl Bultor, Trevor Clevenot, Yacine Louati         |
| Plata   | Comité Olímpico de Rusia (ROC) Jaroslav Podlesnyh, Artjom Volvitš, Dmitri Volkov, Ivan Jakovlev, Denis Bogdan, Pavel Pankov, Victor Poletaev, Maxim Mikhaylov, Jegor Kljuka, Iljas Kurkajev, Igor Kobzar, Valentin Golubev |
| Bronce  | Argentina (ARG) Matías Sánchez, Federico Pereyra, Cristian Poglajen, Facundo Conte, Agustín Loser, Santiago Danani, Sebastián Solé, Bruno Lima, Ezequiel Palacios, Luciano De Cecco, Nicolás Méndez, Martín Ramos          |